# Юпитер и Ио (картина Сустриса)
«Юпитер и Ио» — картина венецианского художника нидерландского происхождения Ламберта Сустриса из собрания Государственного Эрмитажа.
В левой части картины на переднем плане изображена мифологическая сцена, описанная в «Метаморфозах» Овидия (I, 588—638): Юпитер, пленённый красотой Ио, скрываясь в тёмном облаке, спустился с Олимпа и овладел ею. Жена Юпитера Юнона, не обнаружив супруга на Олимпе, отправилась на его поиски — она изображена парящей на облаке в правом верхнем углу картины. В центре на фоновом идиллическом пейзаже показана сцена, иллюстрирующая дальнейшее развитие этого сюжета: чтобы защитить Ио от гнева ревнивой Юноны, Юпитер превратил её в белую корову; рядом находится гигант Аргус, поставленный Юноной сторожить Ио.
Ранняя история картины неизвестна. В XVIII веке она находилась в собрании Кроза и первоначально считалась работой Тициана. В 1763 году при публикации описи собрания Кроза автором был назван Андреа Скьявоне и под этим именем картина в 1772 году вместе со всем собранием Кроза была приобретена российской императрицей Екатериной II. Однако при поступлении в Эрмитаж картина была записана с двойным авторством: Скьявоне и Кампаньола — сочли, что Доменико Кампаньола, часто сотрудничавший со Скьявоне, написал фоновый пейзаж. С этим авторством картина фигурировала в описях и каталогах Эрмитажа вплоть до начала XX века.
Л. Вентури в 1912 году отверг участие Кампаньолы в работе над картиной. В следующем году Р. А. Пельцер в качестве автора назвал Ламберта Сустриса. Он исходил из композиционного и стилистического сходства эрмитажной картины с работой Сустриса «Крещение Христа» (Музей изящных искусств в замке Гримальди в Кане) — в этой работе повторены высокая линия горизонта, горы и лес вдали, деревья в виде кулис слева, фигуры в облаках. Изображение Ио крайне близко к изображению Венеры на картине Сустриса «Венера и Амур» (Лувр). Хранитель эрмитажной картинной галереи Э. К. Липгарт поддержал мнение Пельцера и, в свою очередь, указал на весьма характерные для творчества Сустриса удлинённые пропорции фигур Юпитера и Ио. Тем не менее в каталогах Эрмитажа 1916 и 1958 годов картина по-прежнему значилась работой Скьявоне и лишь начиная с 1976 года она публикуется как работа Сустриса.
Т. Д. Фомичёва датирует картину концом 1550-х — началом 1560-х годов, когда Сустрис ещё находился под влиянием Скьявоне и Кампаньолы. Т. К. Кустодиева не согласна с Фомичёвой в оценке влияния Скьявоне на Сустриса. Она считает, что истоки пейзажа следует в первую очередь искать в творчестве Джорджоне и у учителя Сустриса Тициана и проводит параллели с эрмитажной картиной Тициана «Бегство в Египет», имеющей близкую структуру построения пейзажа. Далее она развивает свой анализ картины:

По существу у Сустриса человеческие фигуры на первом плане играют роль стаффажа, в то время как основная тема произведения — природа. Венецианский мастер ещё не преодолевает условности, свойственной Ренессансу в подобных картинах: сохраняется «кулисное» построение пространства, голубая даль призвана оттенить первый, более тёмный, план. Но при этом возникает и типично возрожденческий образ возвышенно-спокойного мира, в котором боги уподобляются людям, а люди становятся равными богам.

Картина выставляется в здании Нового Эрмитажа в Малом Итальянском просвете (зал 237).
Директор Берлинской королевской картинной галереи Г. Ф. Вааген, в начале 1860-х годов посетивший Санкт-Петербург и осмотревший собрание Эрмитажа, особо отметил работу, как он считал, Скьявоне: «по художественному содержанию она среди лучших картин своего времени. Фигуры, особенно Ио, очень элегантны. Теплота и ясность картины приближается к Тициану. Пейзаж один из самых красивых и детализированных».